# Sugar Bowl 2015
Match précédent Match suivant
Le Sugar Bowl 2015 est un match de football américain d'après saison régulière du Championnat NCAA de football américain universitaire 2014. 
Il s'agit de la deuxième demi-finale des premiers College Football Playoffs. Elle a lieu au Superdome de La Nouvelle-Orléans en Louisiane.
Le match se joue le jeudi 1er janvier 2015 à 20h30 Eastern Time (soit à le vendredi à 00h30 en France).
Il oppose  Alabama (#1) issus de la conférence SEC à   Ohio State (#4) issus de la conférence Big 10.

## Présentation du match
| Équipes                       | Conférences | Entraîneurs | Stats. saison rég. |
| ----------------------------- | ----------- | ----------- | ------------------ |
| #4 Buckeyes d'Ohio State      | Big Ten     | Urban Meyer | 12-1               |
| #1 Crimson Tide de l'Alabama  | SEC         | Nick Saban  | 12-1               |
| Arbitre : Land Clark (Pac-12) |             |             |                    |

La seconde demi-finale de ces premiers College Football Playoffs voit s’affronter le Crimson Tide de l'Alabama et les Buckeyes d'Ohio State. 
Ces équipes ne se sont rencontrées qu'à trois reprises (trois victoires d'Alabama), la dernière remontant au Citrus Bowl de 1995 :
| Dates          | Lieux                                           | Gagnants | Gagnants | Perdants   | Perdants | Séries      |
| -------------- | ----------------------------------------------- | -------- | -------- | ---------- | -------- | ----------- |
| 2 janvier 1978 | Sugar Bowl 1978, La Nouvelle-Orléans, Louisiane | Alabama  | 35       | Ohio State | 6        | Alabama 1–0 |
| 27 aout 1986   | East Rutherford, New Jersey                     | Alabama  | 16       | Ohio State | 10       | Alabama 2–0 |
| 2 janvier 1995 | Florida Citrus Bowl 1995; Orlando, Floride      | Alabama  | 24       | Ohio State | 17       | Alabama 3–0 |

Les deux équipes sont dirigées par des entraîneurs très réputés au niveau de la NCAA : Nick Saban (Alabama) et Urban Meyer (Ohio State) :
- Les Buckeyes d'Ohio State remportent leur 35e titre de champion de conférence Big Ten en battant les Badgers du Wisconsin sur le score de 59 à 0. Urban Meyer a dû faire sans son joueur vedette (double MVP offensif de la conférence Big Ten en 2012 et 2013), quartereback Braxton Miller ainsi que sans la révélation de la saison, quarterback freshman J.T. Barrett, blessé lors du match de saison régulière contre Michigan. L'équipe est donc emmenée par le 3e quarterback, sophomore Cardale Jones (375 yards à la passe, 5 TDs, 0 interception et 215 yards à la course).

Les autres joueurs importants des Buckeyes sont :
- WR Devin Smith (30 réceptions, 799 yards, 11 TD)
- WR Michael Thomas (43 réceptions, 680 yards, 8 TDs)
- WR Jalin Marshall (28 réceptions, 392 yards, 6 TDs)
- RB Ezekiel Elliott (1 402 yards au sol, 12 TDs)

- Alabama remportent leur finale de conférence SEC en battant 42 à 13 Missouri. L'équipe n'affiche qu'une seule défaite en saison régulière (23 à 17 contre Ole Miss début octobre). #1 Alabama a donc largement dominé sa division SEC West mais son quarterback Blake Sims (3 250 yards à la passe, 26 TDs et 7 interceptions) a éprouvé de grosses difficultés contre les très bonnes défenses comme face à Ole Miss, Arkansas et LSU.

Alabama possède la 58e défense contre la passe au niveau national.
Les autres joueurs importants du Crimson Tide sont :
- RB T.J Yeldon (932 yards au sol, 10 TDs)
- RB Derrick Henry (895 yards au sol, 8 TDs)
- DE Joey Bosa (20 plaquages pour perte, 13,5 sacks)
- WR Amari Cooper (115 réceptions, 1 656 yards, 14 TDs)

## Résumé du Match
| EVOLUTION DU SCORE du SUGAR BOWL 2015 |                              |                              |                              |                              |                              | |       |       |
| QT                                    | Temps                        | Drive                        | Drive                        | Drive                        | Equipe                       | Description de l'action | Score | Score |
|                                       |                              | Jeux                         | Yards                        | TDP                          |                              | | ALA   | OSU   |
| 1                                     | 11:36                        | 10                           | 80                           | 02:26                        | OSU                          | FG de 22 yards par kicker Sean Nuernberger | 0     | 3     |
| 1                                     | 09:31                        | 2                            | 33                           | 00:28                        | ALA                          | TD de 25 yards par RB Derrick Henry à la suite d'une course + 1 pt de conversion par kicker Adam Griffith                                       | 7     | 3     |
| 1                                     | 05:21                        | 11                           | 71                           | 04:08                        | OSU                          | FG de 21 yards par kicker Sean Nuernberger | 7     | 6     |
| 1                                     | 02:06                        | 8                            | 79                           | 03:11                        | ALA                          | TD de 15 yards par WR Amari Cooper à la suite d'une passe de QB Blake Sims + 1 pt de conversion par kicker Adam Griffith                        | 14    | 6     |
| 2                                     | 08:07                        | 5                            | 15                           | 02:02                        | ALA                          | TD par RB T. J. Yeldon à la suite d'une course de 2 yards + 1 pt de conversion par kicker Adam Griffith                                         | 21    | 6     |
| 2                                     | 02:55                        | 12                           | 71                           | 05:12                        | OSU                          | TD par RB Ezekiel Elliott à la suite d'une course de 3 yards + 1 pt de conversion par kicker Sean Nuernberger                                   | 21    | 13    |
| 2                                     | 00:12                        | 6                            | 77                           | 01:20                        | OSU                          | TD de 13 yards par WR Michael Thomas à la suite d'une réception d'une passe de WR Evan Spencer + 1 pt de conversion par kicker Sean Nuernberger | 21    | 20    |
| 3                                     | 12:44                        | 6                            | 75                           | 02:16                        | OSU                          | TD de 47 yards par WR Devin Smith à la suite d'une réception d'une passe de QB Cardale Jones + 1 pt de conversion par kicker Sean Nuernberger   | 21    | 27    |
| 3                                     | 03:21                        | -                            | -                            | -                            | OSU                          | TD à la suite d'une interception suivie d'une course de 41 yards par DL Steve Miller + 1 pt de conversion par kicker Sean Nuernberger           | 21    | 34    |
| 3                                     | 01:01                        | 7                            | 84                           | 02:20                        | ALA                          | TD par QB Blake Sims à la suite d'une course de 5 yards + 1 pt de conversion par kicker Adam Griffith                                           | 28    | 34    |
| 4                                     | 03:24                        | 4                            | 95                           | 02:00                        | OSU                          | TD par RB Ezekiel Elliott à la suite d'une course de 85 yards + tentative de cnversion de 2 pt réussie                                          | 28    | 42    |
| 4                                     | 01:59                        | 6                            | 65                           | 01:25                        | ALA                          | TD de 6 yards par WR Amari Cooper à la suite d'une réception d'une passe de QB Blake Sims + 1 pt de conversion par kicker Adam Griffith         | 35    | 42    |
| "TDP" = temps de possession.          | "TDP" = temps de possession. | "TDP" = temps de possession. | "TDP" = temps de possession. | "TDP" = temps de possession. | "TDP" = temps de possession. | "TDP" = temps de possession. | 35    | 42    |

## Statistiques
| Statistiques par Équipes               |            |            |
| Statistiques                           | ALA        | OSU        |
| 1er downs                              | 21         | 23         |
| Conversion de 3e Down                  | 2/13       | 10/18      |
| Conversion de 4e Down                  | 2/2        | 0/0        |
| Nombre total de yards                  | 407        | 537        |
| Yards à la course                      | 170        | 282        |
| Yards à la passe                       | 237        | 256        |
| Passes : Réussies-Tentées-Interceptées | 22/36-3    | 19/36-1    |
| TD                                     | 5          | 5          |
| Field Goals                            | 0          | 2          |
| Fumbles (perdus)                       | 0          | 2          |
| Pénalités (Nombre/Yards perdus)        | 4/36 yards | 4/24 yards |
| Temps de possession                    | 28:41      | 31:19      |

| Statistiques Individuelles |                 |                                 |
| Quaterbacks                |                 |                                 |
| ALA                        | Blake Sims      | 22/36, 3 Int., 237 yards, 2 TDs |
| OSU                        | Cardale Jones   | 18/35, 1 Int., 243 yards, 1 TD  |
| Meilleurs Coureurs         |                 |                                 |
| ALA                        | Derrick Henry   | 13 courses, 95 yards, 1 TD      |
| OSU                        | Ezekiel Elliott | 20 courses, 230 yards, 2 TDs    |
| Meilleurs Receveurs        |                 |                                 |
| ALA                        | Amari Cooper    | 9 Réc., 71 yards, 2 TDs         |
| OSU                        | Devin Smith     | 2 Réc., 87 yards, 1 TD          |
| Meilleurs Takleurs         |                 |                                 |
| ALA                        | ?               | ?                               |
| OSU                        | ?               | ?                               |